# フェアリー・アビエーション
フェアリー・エイヴィエーション・カンパニー・リミテッド (Fairey Aviation Company, Ltd) は、20世紀前半に設立されたイギリスの航空機メーカー。グレーター・マンチェスターのヒートン・チャペルのほかに、かつて存在したミドルセックス州ヘイズを主な拠点としていた。タイプIII、ソードフィッシュ、ファイアフライ、ガネットなどいくつかの有名な軍用機を開発し、イギリス海軍艦隊航空隊（イギリス海軍航空隊、Fleet Air Arm）へ航空機の供給をしていた。
一連の合併と買収によって、フェアリー・エイヴィエーションの航空機製造部門は、ウェストランド・エアクラフトに買収された。フェアリー・エイヴィエーションから派生して現在も存在する企業は、橋梁建設業のWFELと計測機器製造業のスペクトリスである。

## 歴史

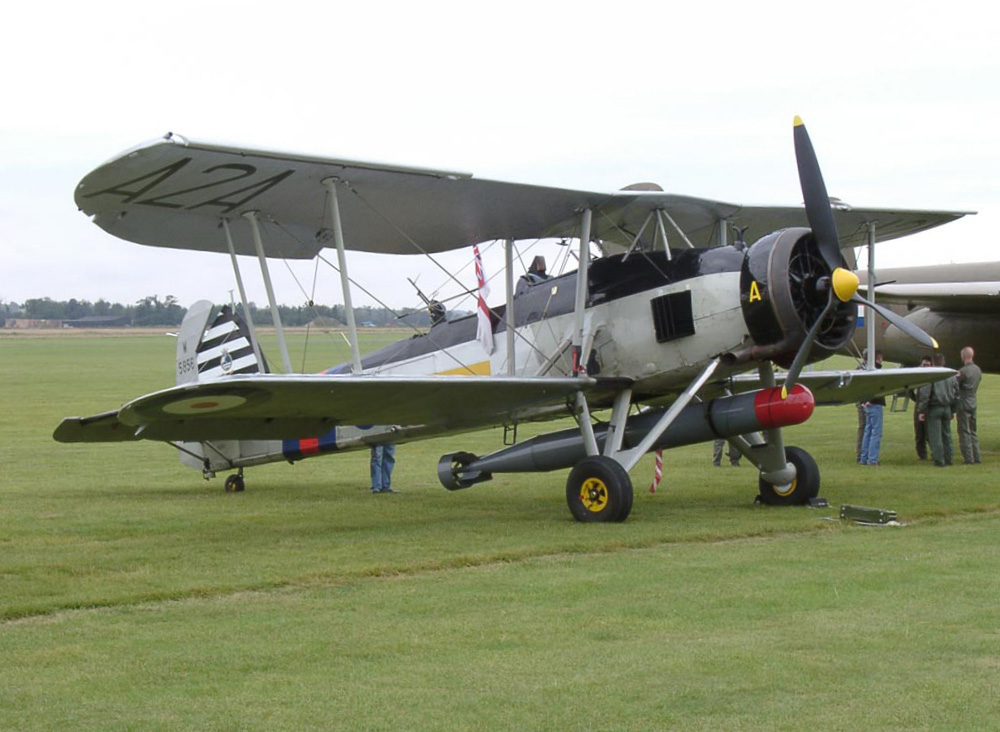
フェアリー ソードフィッシュ

フェアリー・アビエーションは、1916年にチャールズ・フェアリーが創設した。創設間もない頃は、他社の航空機をライセンス生産したり、下請け製造を請け負ったりした。最初に製造した航空機は水上偵察機のフェアリー カンパニアで、1917年2月に初飛行を行った。
航空機は、ミドルセックスのヘイズ工場、ハンプシャーのハンブル工場で製造が行われた。第二次世界大戦に送り出した有名な航空機は、フェアリー ソードフィッシュである。
1930年代中期、イギリス軍から多数の注文を受け、より大きな工場が必要となった。フェアリー・アビエーションは、第一次世界大戦で国立工場として使用されていたストックポートのヒートン・チャペル工場を1935年に獲得した。テスト飛行用の施設が1937年6月にマンチェスターのリングウェイで建設されました。
ストックポートで製造された少数の単葉爆撃機フェアリー ヘンドンは、1936年にマンチェスターのバートンにおいて初飛行した。リングウェイでは軽爆撃機フェアリー バトルの量産が1937年中期に始まった。第二次世界大戦では、多数の戦闘機フェアリー フルマーと急降下爆撃機フェアリー バラクーダがこれに続いた。また、498機のブリストル ボーファイターと660機以上のハンドレーページ ハリファックスはフェアリー製であった。
戦後、フェアリー ロトダインの試作機は、ヘイズ工場で製造されたが、ホワイトウォルサムで組み立てられ、1957年に完成した。一方で、1960年にストックポートとリングウェイの工場を売却した。	
1950年代後期にイギリス政府は航空機メーカーの統合に乗り出した。国防省は、ヘリコプターのメーカーを1つにすることが将来的にベストであると認識した。1959年にサンダーズ・ロー (Saunders-Roe Limited) 、1960年にブリストル飛行機がウェストランド・エアクラフトに合併された。同年にフェアリー・アビエーションもウェストランドへ合併された。合併の後、ウェストランド ワスプなどはヘイズ工場で製造された。
一部の部門はフェアリー・エンジニアリング (Fairey Engineering) として存続した。1986年にキッゼによって買収され、ウィリアムズ・フェアリー・エンジニアリング (WFEL) となった。ヒートン・チャペルのストックポートを拠点にして、WFELは設計や移動式架橋の生産に携わっている。

## 製品
- フェアリー カンパニア
- フェアリー III
- フェアリー フライキャッチャー

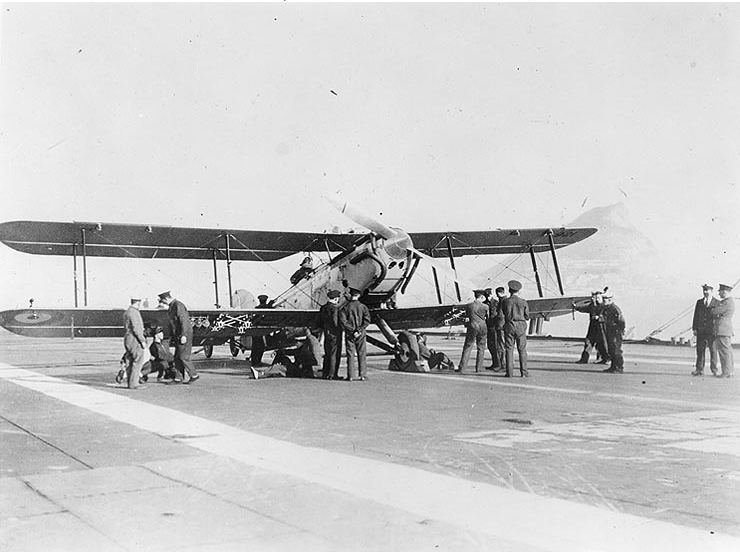
フェアリー III

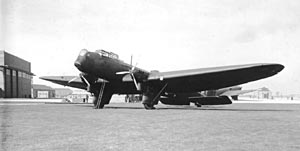
フェアリー ヘンドン

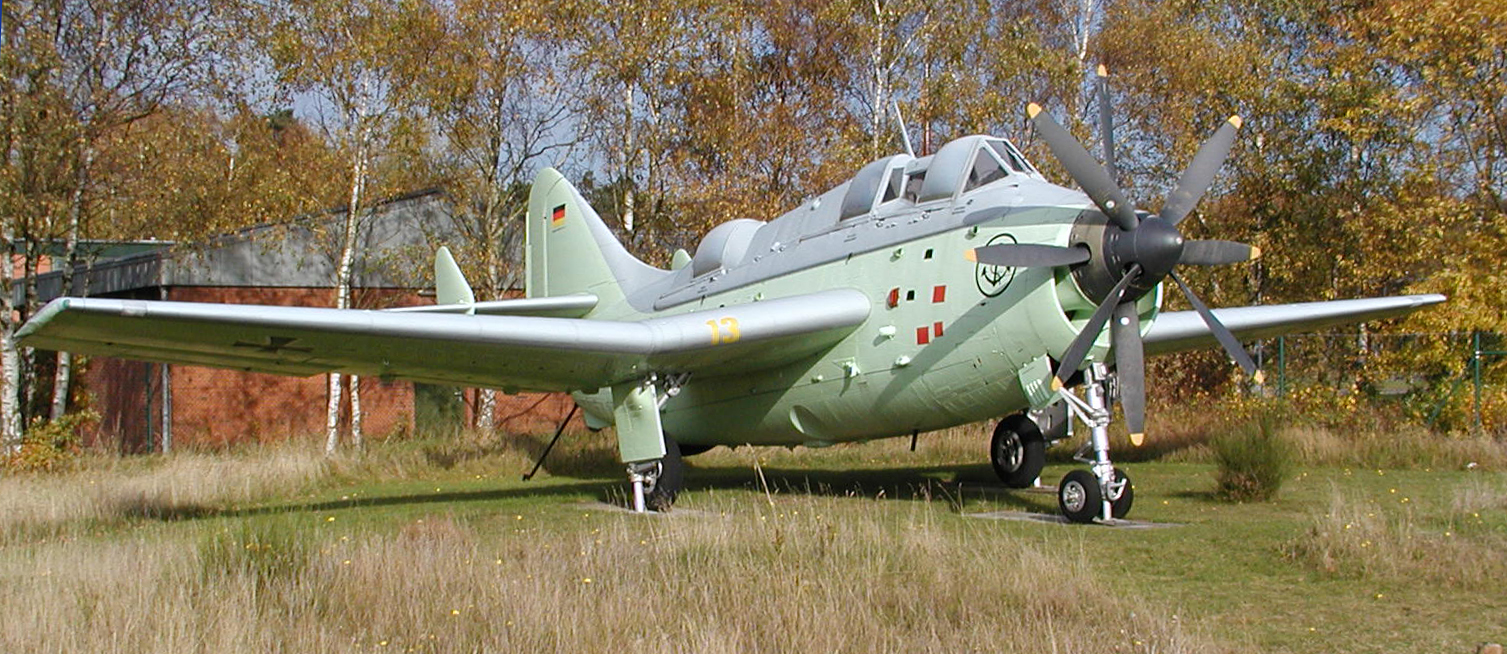
フェアリー ガネット

- フェアリー ファイアフライ
- フェアリー フリーマントル
- フェアリー フォックス
- フェアリー シール
- フェアリー ソードフィッシュ
- フェアリー ファントム
- フェアリー ヘンドン
- フェアリー バトル
- フェアリー シーフォックス
- フェアリー フルマー
- フェアリー アルバコア
- フェアリー バラクーダ
- フェアリー ファイアフライ
- フェアリー スピアフィッシュ
- フェアリー ジャイロダイン
- フェアリー ジェット・ジャイロダイン
- フェアリー プライマー
- フェアリー ガネット
- フェアリー デルタ1
- フェアリー デルタ2
- フェアリー ウルトラライト・ヘリコプター
- フェアリー ロトダイン
- フェアリー ファイアフラッシュ : ミサイル